# Miguel Ponce
Miguel Ponce (Santiago, 19 agosto 1971) è un allenatore di calcio ed ex calciatore cileno, di ruolo difensore, tecnico del Dep. La Serena.

## Palmarès

### Giocatore

#### Competizioni nazionali
- Campionato cileno: 3

Universidad de Chile: 1995
Universidad Católica: 2002 A, 2005 C
- Copa Chile: 2

Universidad Católica: 1991
Universidad de Chile: 1998